# Rabaçal (Madeira)

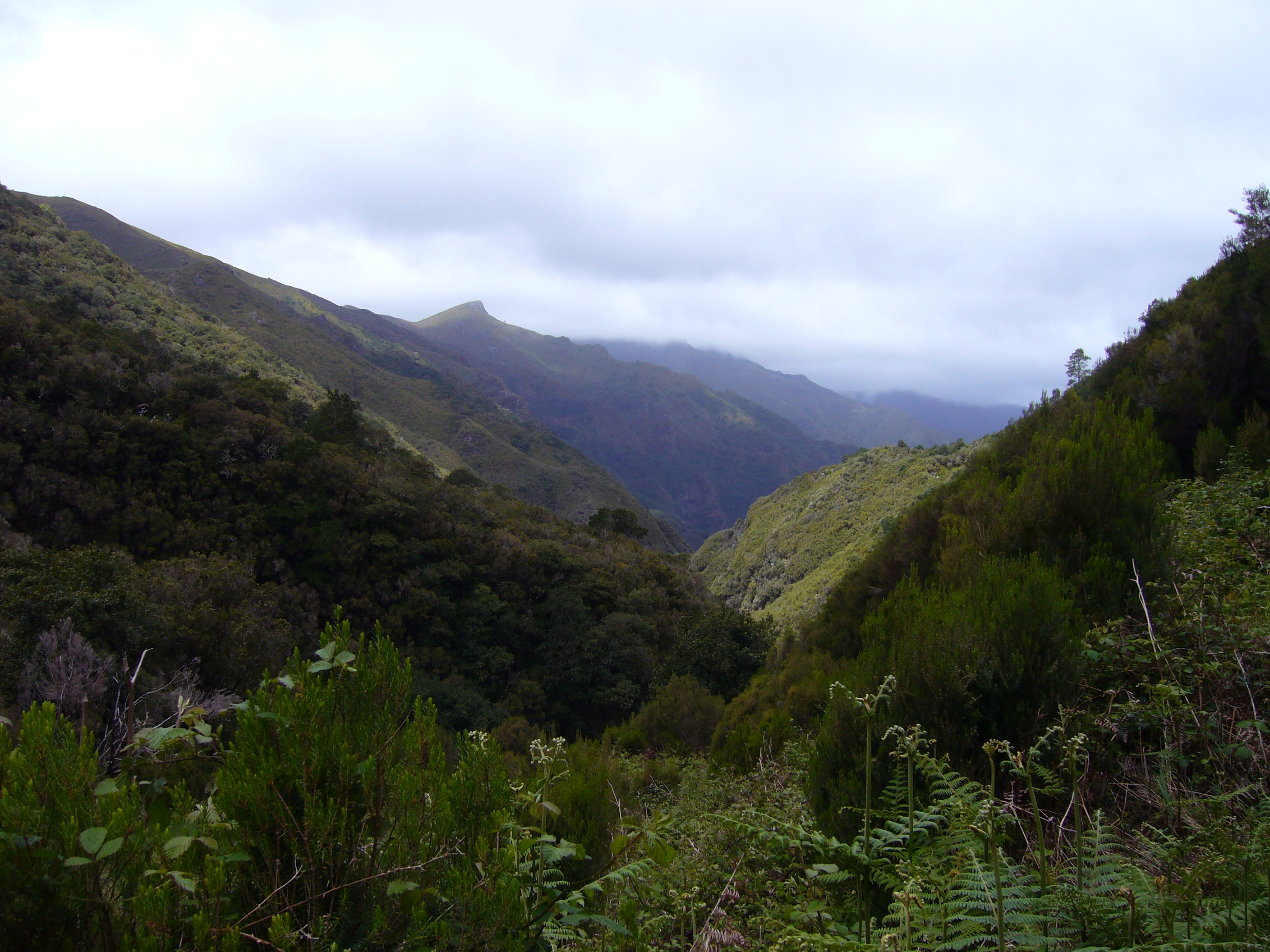
Údolí pod Rabaçalem

Rabaçal (1064 m) je místo na ostrově Madeira, kde (bažinatá) náhorní plošina Paul da Serra (1500 m) přechází v hluboké údolí vedoucí odsud severozápadním směrem. Délka údolí je přibližně 12 km. Do tohoto údolí vtéká postupně asi 35 potůčků tvořících říčku Ribeira da Janela. Ta ve stejnojmenném místě na severním pobřeží vtéká do oceánu. Dva z potoků na počátku údolí pod náhorní plošinou do něj padají vodopádem. Jeden z nich je vodopád Risco, druhý je tvořen mnoha menšími vodopády a nazývá se 25 fontes (25 pramenů). V těchto místech začínají také dvě levády stejného jména (Risco, 25 fontes). Po neoznačené cestě dále dolů údolím lze narazit i na další levády .
Rabaçal spadá do okresu Calheta a je výchozím místem pro pěší turistiku kolem levád. Je zde turistická ubytovna a bufet. K nim, po úzké klikaté silnici od 2 km vzdáleného parkoviště na náhorní plošině, vozí turisty místní doprava.

## Galerie

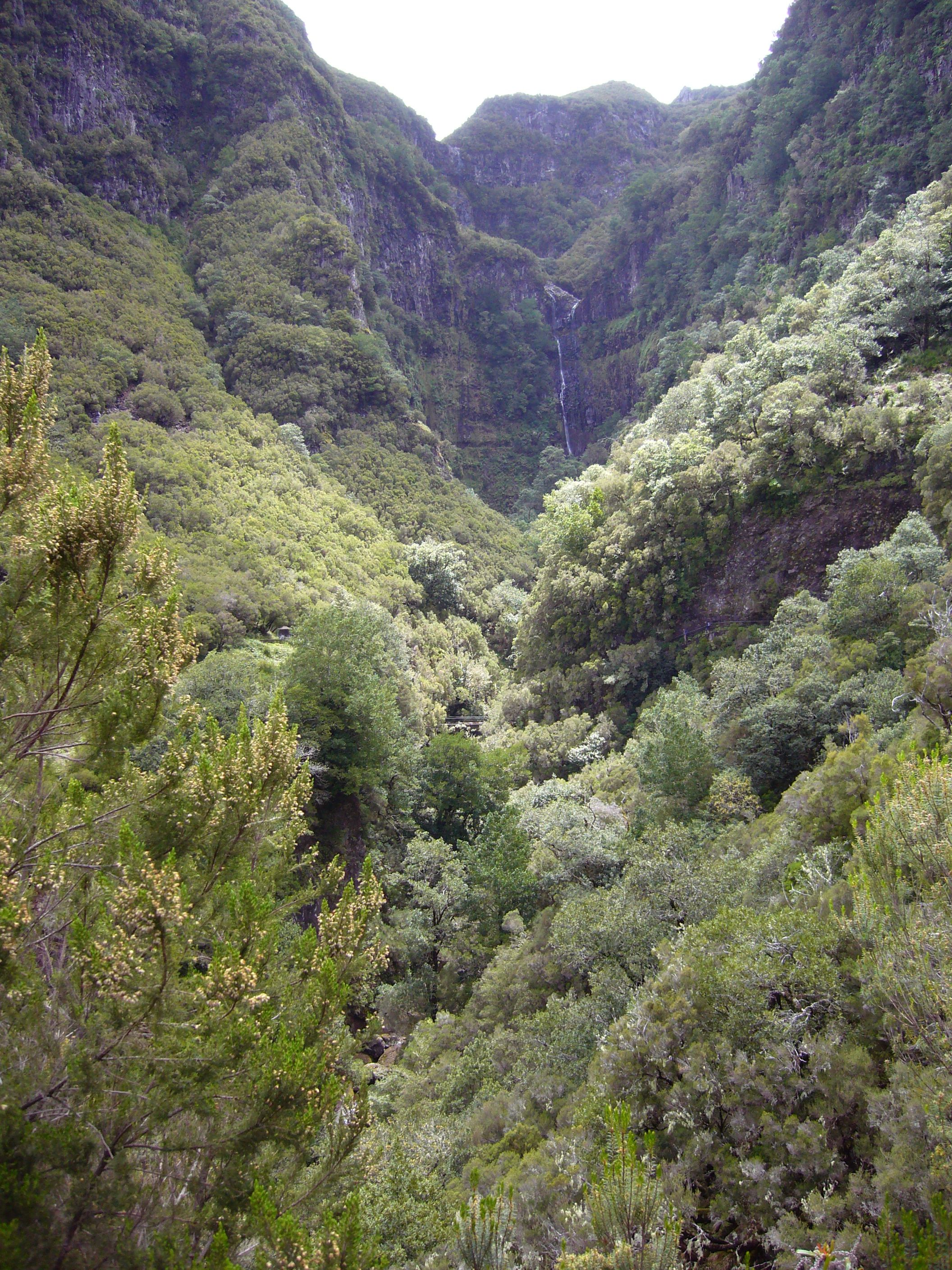
Vodopád Risco
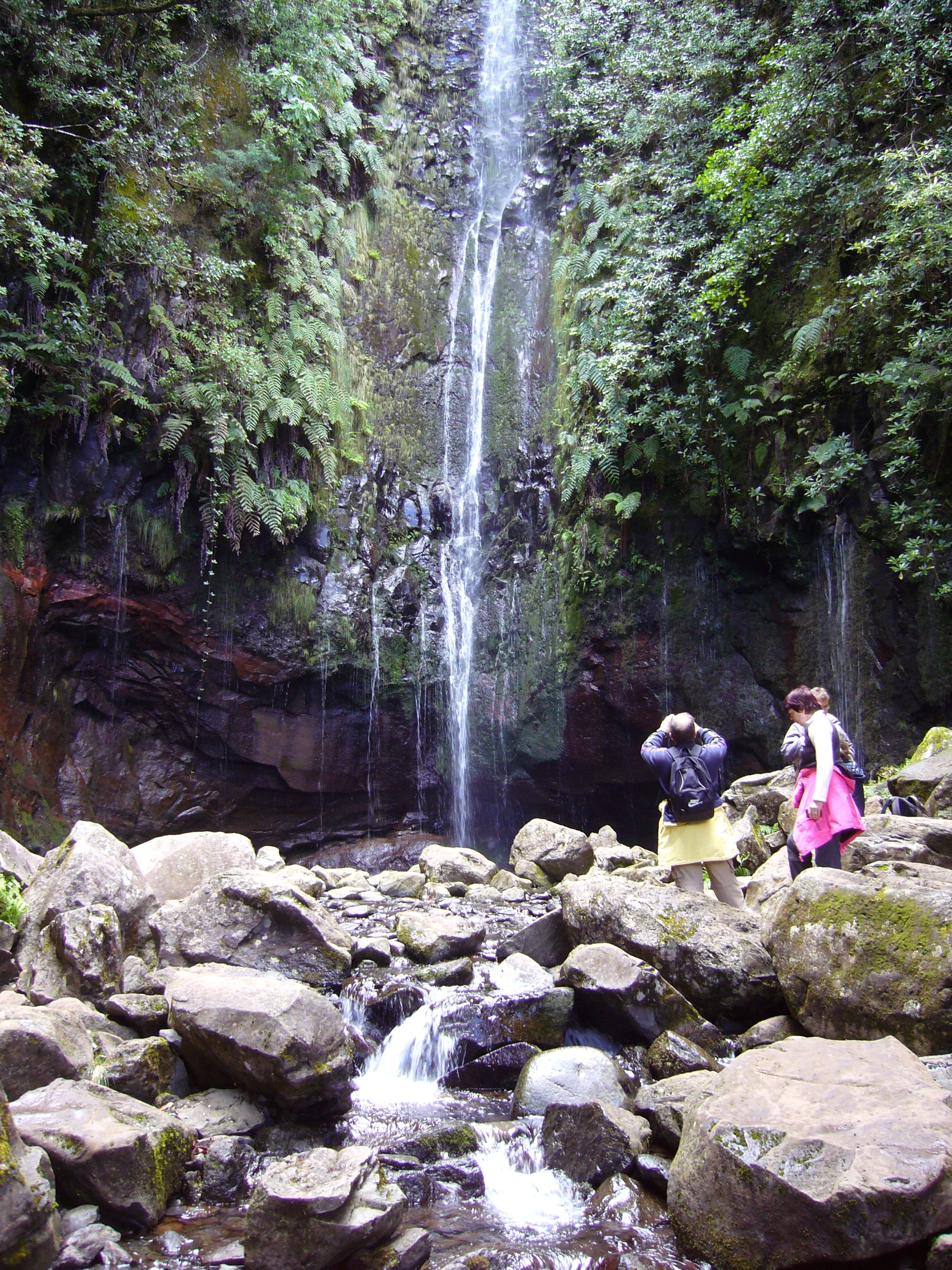
Vodopád 25 fontes